# Jutta av Sachsen (dansk drottning)
Jutta av Sachsen, född omkring 1223, död 1267, dansk drottning, gift med Erik Plogpenning 1239. Dotter till hertig Albrekt I av Sachsen och Agnes av Österrike. 

## Biografi
Jutta gifte sig den 9 oktober (alternativt 17 november) 1239 med dåvarande danske prinsen Erik Valdemarsson. När denne 1241 uppsteg på tronen som kung Erik Plogpenning blev Jutta drottning av Danmark.
Jutta är känd för sin konflikt med munkarna i Øms kloster, från vilka hon konfiskerade deras korn för sina egna egendomar. Hon signerade också makens önskan om att bli begraven klädd som en munk.
Efter sin makes död ingick Jutta ett nytt äktenskap med en tysk furste.
Barn:
1. Sofia Eriksdotter av Danmark, gift med Valdemar Birgersson av Sverige.
2. Jutta av Danmark
3. Agnes av Danmark
4. Ingeborg av Danmark, norsk drottning, gift med Magnus Lagaböter.